# Hana Bořkovcová
Hana Bořkovcová, rozená Knappová (4. června 1927 Praha – 25. února 2009 Praha) byla česká spisovatelka, známá zejména svou tvorbou pro děti.

## Život
Narodila se do rodiny podnikatele Viktora Knappa (1893–1944) a jeho manželky Renaty (1905–1971), rozené Singerové. Měla mladšího bratra Michala (1930–1944). Jejím dědem byl politik Ludvík Singer. 
Za nacistické okupace byla roku 1943 deportována s celou rodinou do koncentračního tábora v Terezíně a později do Osvětimi. Se svou matkou se dočkala osvobození, ale její otec a bratr v Osvětimi zahynuli. V roce 1946 se provdala (za ing. arch. Aleše Bořkovce (1923-2013), syna skladatele Pavla Bořkovce) a s výjimkou krátkých období, kdy byla zaměstnána jako úřednice, se věnovala výchově svých pěti dětí a později literární práci. Publikovat začala roku 1964 v literárních časopisech Plamen a Host do domu. Ve své tvorbě se zaměřila na vykreslení citového a myšlenkového světa dětí a na konfliktní situace i porozumění mezi dětmi a dospělými.

## Dílo
- Světýlka (1971), sbírka povídek,
- My tři cvoci (1973),
- Vzteklouni (1975), volně navazuje na knihu My tři cvoci
- Cizí holka (1977), příběh děvčete vyrůstajícího nejprve vedle mravně narušené matky a posléze v prostředí nové pěstounské rodiny. Podle této novely natočil roku 1984 režisér Ludvík Ráža stejnojmenný televizní film.
- Cesta kolem světa za osmdesát let (1982), příběh chlapce upoutaného po úrazu na lůžko.
- Stan, do kterého prší (1986),
- Jdi pryč (1994),
- Zakázané holky (1995), próza s tématem holokaustu.
- Soukromý rozhovor (2004), autobiografický román, ve kterém pomocí rozhovoru staré ženy (autorky) se sebou samotnou jako malou dívkou, dospívající za strašných podmínek kolektivního násilí, vyslovuje otázky, na které často nemá přímou odpověď, a rozkrývá cestu ke společným hodnotám judaismu a křesťanství, které pomáhaly přežít.
- Píšu a sešit mi leží na kolenou (2011), posmrtně vydané autorčiny deníky z let 1940–1946.
- Proč jsem jen nepsala všemi směry (2015), posmrtně vydané povídky